# یادواره عارف قزوینی
یادواره عارف قزوینی نام یک آلبوم موسیقی با صدای محمد معتمدی و سرپرستی استاد محمدرضا لطفی است که در سبک سنتی ایرانی تهیه شده و دارای ۵ آهنگ است. گروه همنوازان شیدا در تهیه این آلبوم همکاری کرده‌اند. در این آلبوم آثاری از عارف قزوینی، رضا محجوبی و درویش خان اجرا شده‌اند.

## نوازندگان
فرخ مظهری تار ابریشم، مازیار شاهی تار، حمید سکوتی سه تار، حمید خلعتبری کمانچه، آریا محافظ سنتور، هوشمند عبادی نی، احمد مستمبط تمبک و محمدرضا لطفی تکنوازِ سه تار

### فهرست آهنگ‌ها
شعر تصانیف از عارف قزوینی
- پیش درآمد
- تک نوازی سه تار
- تصنیف نمی دانم چه
- رنگ قدیمی
- تک نوازی سه تار
- تصنیف از کفم رها
- رنگ درویش خان